# Festival végane de Montréal
Le Festival végane de Montréal est un événement annuel qui se déroule à Montréal durant l'automne depuis 2014, et qui a pour but de faire connaître le véganisme.

## Description
Le Festival végane de Montréal est destiné à familiariser le public avec le véganisme, c'est-à-dire le mode de vie consistant à ne consommer aucun produit d'origine animale, en mettant l'accent sur les raisons éthiques et écologiques de faire une telle transition. On n'y retrouve que des kiosques d'entreprises et d'organismes à but non lucratif refusant l'exploitation animale, ainsi que des organisations destinées à la cause animale et à l'antispécisme, ainsi que des conférences et des démonstrations culinaires.
À sa première année en 2014, le festival a eu lieu au Cœur des sciences de l'Université du Québec à Montréal, et ensuite au Marché Bonsecours. Depuis ses débuts, l'entrée au festival est gratuite.
À sa deuxième édition en 2015, le festival a accueilli plus de 10 000 personnes et ensuite 15 000 en 2016.
En 2018, il aura lieu au Palais des congrès de Montréal.

## Invité(e)s et thèmes abordés

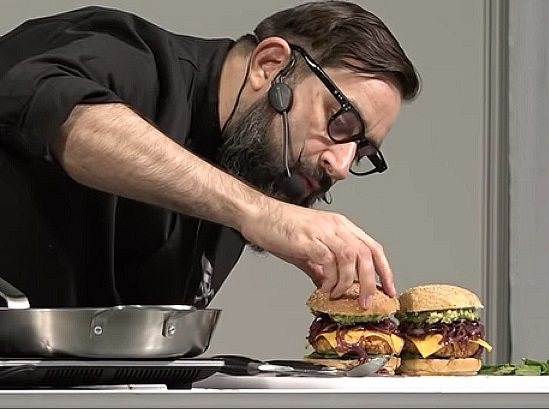
Le chef Sébastien Kardinal réalise sa recette de "burgers décadents", en octobre 2018 au Festival végane de Montréal.

Au fil des éditions, le Festival végane de Montréal a accueilli des conférenciers et conférencières sur des sujets variés liés au véganisme, tels que Élise Desaulniers, la photographe Jo-Anne McArthur de We Animals, l'écrivain Martin Page et le jardinier Stéphane Groleau. Pour les démonstrations culinaires, des chef-fes véganes comme Marie Laforêt, Isabelle Gélinas, Vegan Black Metal Chef, Melle Pigut, Stéphanie Audet, Jacynthe René et Sébastien Kardinal, ont eu l'occasion de réaliser des recettes végétaliennes.
Sur des questions militantes en particulier, Brigitte Gothière de L214, Anita Krajnc du Toronto Save Movement, Alanna Devine de la SPCA de Montréal, Ophélie Véron, Axelle Playoust, Yves Bonnardel, pattrice jones, Steven Jenkins et Derek Walter qui s'occupent du cochon Esther sont venus se prononcer.
Sur des questions éthiques et sociales, le festival a accueilli le philosophe Will Kymlicka, Valéry Giroux, Dalila Awada, Syl Ko, Margaret Robinson, Renan Larue, David Olivier, Martin Gibert et Thomas Lepeltier.
Sur des questions de santé, il y a eu des invités tels que le médecin canadien de renommée David Jenkins, Michael Greger, Vesanto Melina, Anne-Marie Roy et Tushar Mehta.
En termes de sportifs véganes, le festival a accueilli le hockeyeur Georges Laraque, la skieuse olympique Seba Johnson, Antoine Jolicoeur Desroches, le nageur Xavier Desharnais et la patineuse Meagan Duhamel.
Pour sa cinquième édition, le porte-parole est le chef Jean-Philippe Cyr.
Des diffusions de documentaires ont également déjà eu lieu, comme celui du réalisateur québécois François Primeau Le temps des bêtes.